# 任晓兵
任晓兵 (1966年—)，西安交通大学前沿科学技术研究院院长，中华人民共和国教育部长江学者讲座教授，从事形状记忆合金、高性能无铅压电材料等方面的研究工作。

## 生平
任晓兵毕业于西安交通大学材料系，曾在南京大学物理系进行博士后研究。现任西安交通大学教授。